# 小行星7079
小行星7079（7079 Baghdad）是一颗绕太阳运转的小行星，为火星轨道穿越小行星。该小行星于1986年9月5日发现。

## 轨道参数
小行星7079的轨道半长轴为2.2859706 UA，离心率为0.296。